# Belägringen av Tönning
Belägringen av Tönning utspelades mellan 1713 och 1714 under det stora nordiska kriget, vid fästningen Tönning i Holstein-Gottorp, en allierad till Sverige. En armé bestående av danska, sachsiska och ryska trupper belägrade staden, vilket tvingade den svenska fältmarskalken Magnus Stenbock att kapitulera med sin svenska armé den 6 maj 1713. De holsteinska soldaterna kapitulerade i februari 1714.

## Upptakten
Under Stralsunds belägring försörjdes staden av postfregatter från Karlshamn, men i slutet av september 1712 sänktes över 50 svenska försörjningsfartyg och ett örlogsskepp (en brigantin) av en dansk örlogsflotta. Den svenska hären i Stralsund gick därmed miste om viktig förplägnad och ammunition. Befälhavaren Magnus Stenbock beslöt att en del av den svenska armén skulle bryta sig ut, och via Rügen tog man sig i land i Vorpommern. Stenbock ignorerade sin order om att marschera in i Polen, istället vände han västerut och besegrade en dansk armé i slaget vid Gadebusch och förföljde de återstående danska trupperna i Holstein. För denna bedrift utsåg Karl XII Stenbock till fältmarskalk. Danmarks rysk-sachsisk-polska allierade skickade 36 000 soldater efter Stenbock. 
Trots segern vid Gadebusch var Stenbocks handlingskraft förlamad genom förlusten av förråden. Att fullfölja kungens plan mot Polen var otänkbart och den enda riktning Stenbock kunde välja för en fortsatt framryckning var mot Holstein. Någon kraftigare förföljelse upp genom Jylland ansåg han sig inte behöva befara från de förbundna fiendemakterna, eftersom Karl XII:s förhoppningar på en tredje turkisk krigsförklaring mot Ryssland hade gått i uppfyllelse i november 1712. Sultanen ämnade personligen leda det nya fälttåget och det antogs att tsar Peter den store skulle dra större delen av sina stridskrafter bort från Tyskland till helt andra krigsskådeplatser. Men Stenbock hade gjort en felberäkning på följderna av den turkiska krigsförklaringen. Tsar Peter tycktes inte fästa sig så mycket vid den utan ställde alltjämt hela sin armé i Mecklenburg till bundsförvanternas förfogande. Det var alltså överlägsna stridskrafter som följde efter svenskarna då de drog sig norrut upp genom Holstein och den 18 januari 1713 gick över floden Eider på isen.
Stenbocks planer på att fortsätta upp genom Jylland visade sig dock snart omöjliga att genomföra. De truppavdelningar som sänts ut för att rekognoscera den närmaste trakten rapporterade nämligen att befolkningen övergett hus och hem. Att ge sig in i ett öde land utan förråd skulle bli detsamma som att svälta ihjäl. Stenbock måste alltså stanna där han var. Då holsteinska regeringen erbjöd honom att söka skydd bakom fästningen Tönnings murar beslutade han – efter mycken tvekan – att begagna sig av anbudet. Fästningen var nämligen i gott skick och försedd med förråd tillräckliga för dess besättning, om än inte för hela svenska armén.

## Belägringen
I början av 1713 blev de svenska och holsteinska trupperna omringade av en kombinerad rysk-sachsisk-polsk armé i området runt staden Tönning. Den svenska styrkan som bestod av resterna av Magnus Stenbocks armé på 16 000 man.
I februari 1713 gav den underårige hertigen Karl Fredrik av Holstein-Gottorp, trots sitt hertigdömes proklamerade neutralitet, beskydd och hjälptrupper från Tönning till Stenbock, i väntan på stöd från Storbritannien och Holland som en upprepning av fördraget år 1700. Men han fick aldrig hjälp. Stenbocks återstående armé på 9 000 man var därmed instängda i Tönning och fick slut på förnödenheter. När även 2 800 svenskar insjuknade blev Stenbock tvungen att kapitulera den 16 maj 1713. Mellan den 20 februari och 20 maj hade 2 250 soldater och 900 innevånare av Tönning dött. Själva kapitulationen var oundviklig, armén jagades av både danska, sachsiska och andra tysktalande trupper. I åtta månader hade armén försörjt sig på plundring i Vorpommern, Mecklenburg och Schlesvig. Armén hade vunnit vid Gadebusch, men där försvagats och tvingats använda nästan all ammunition. 
Före kapitulationen hade Stenbock i bevekande ordalag anhållit hos svenska regeringen om att en undsättningsexpedition skulle avsändas från Göteborg till mynningen av Eider, men någon sådan syntes inte till. Bitterheten över att hjälpen uteblev fick Stenbock att i brev till närstående anklaga rådsherrarna för att ha svikit honom och sitt land. Ett sådant brev blev offentliggjort och framkallade en harmfylld protest av Arvid Horn, som ansåg sig ha gjort allt som var möjligt under de svåra förhållandena. Det var inte endast bristen på medel att utrusta en undsättningsexpedition som lagt hinder i vägen; företaget omöjliggjordes också av att danskarna var överlägsna till sjöss och lagt sig med en eskader framför Eider-mynningen. Från Sverige var alltså ingen hjälp att vänta, och från Turkiet kom underrättelser om kalabaliken i Bender som gjorde slut på Stenbocks sista förhoppningar om att sultanens krigsföretag mot Ryssland skulle leda till något gynnsamt resultat för Sverige. När fienderna i slutet av april började en formlig belägring av fästningen ansåg sig Stenbock inte längre kunna göra annat än att kapitulera. Disciplinens band började lossna betänkligt. "Soldaten var", skriver Stenbock i ett brev till Karl XII, "olydig mot sina officerare och hotade med att plundra staden, om eländet fortfor."
Den holsteinska garnisonen på 1 600 man i Tönnings fästning höll ut fram till den 7 februari 1714. Danska styrkor, som följde kung Fredrik IV:s order om en ockupation den 13 mars 1713, fick fullständig kontroll över Holstein-Gottorp när de sista holsteinska soldaterna allierade till Sverige tillfångatogs under 1715. Efter Tönnings kapitulation jämnades dess befästningsverk och palats med marken fram till 1735.

## Efterspel
Beslutet av hertigen av Holstein-Gottorp att öppna Tönnings portar till Stenbock, samt förmedlingen av den svenska kapitulationen, skrevs ner av baron Georg Heinrich von Görtz, en diplomat i Karl Fredriks hov. De svenska fångarna fördelades lika mellan segrarmakterna, trots den ryske befälhavaren Aleksandr Mensjikovs order från tsar Peter den store om att samla in den största andelen svenskar till Ryssland, då han ansåg att ryssarna innehade det största kontingenten i den allierade armén. Olydnaden ledde till rykten om att Mensjikov hade blivit mutad av Görtz.
En fältmarskalk,  åtta generalmajorer, fjorton överstar och runt ettusen andra officerare plus niotusen soldater blev fångar. Av soldaterna återstod efter ett par månader enbart 5 000. Många soldater, especiellt dom värvade Tyska, valde att gå i dansk tjänst än att fortsätta vara fångar i usla förhållande. Magnus Stenbock arresterades och fördes till Köpenhamn, men behandlades drägligt tills hans flyktplaner uppdagades. Under större delen av fångenskapen upprätthöll han en hemlig korrespondens med personer i Sverige. Danskarna upptäckte den dock tidigt och fick en kopia av dom flesta breven. Den 4 december 1714 blev Stenbock flyttad till en tjänstebostad med tre rum i kastellen.

## Regementen
I samband med kapitulationen upplöstes ett flertal svenska regementen genom att de hamnade i dansk fångenskap. Regementena sattes upp på nytt i Sverige. 
- Dalregementet, återuppsatt samma år i Dalarna.
- Hälsinge regemente, återuppsatt i Sverige samma år.
- Närke-Värmlands regemente, återuppsatt i Sverige samma år.
- Södermanlands regemente, återuppsatt i Sverige 1714.
- Västgöta kavalleriregemente, återuppsatt i Sverige samma år.
- Västgöta-Dals regemente, återuppsatt i Sverige samma år.
- Västmanlands regemente, återuppsatt i Sverige samma år.
- Älvsborgs regemente, återuppsatt i Sverige 1714.

## Övriga källor
- Stenbock, Magnus i Meyers Konversationslexikon, band 15 från Retrobibliothek.de (tyska)
- Ett tyskt TV-program "Det gåtfulla slaget" där den tyske historikern Joachim Krüger (efter tyska dykarfynd av en stor mängd sänkta svenska skepp utanför Rügen väst om Kap Arkona, alla byggda av ek) hittade dokument i svenska riksarkivet som visar att drygt 50 postfregatter och ett större örlogsskepp förlorats i slutet av september 1712, på väg med ammunition o.a. till de i Stralsund belägrade svenskarna